# 佐賀県立彩志学舎中学校
佐賀県立彩志学舎中学校（さがけんりつ さいしがくしゃちゅうがっこう）は佐賀県佐賀市本庄町本庄にある公立中学校。
2024年（令和6年）に佐賀県では初めて開校した公立の夜間中学校である。

## 概要
歴史
2024年（令和6年）に開校。
校訓
「夢　実現」
校舎
佐賀県立佐賀北高等学校通信科校舎を併用。

## 沿革
開校に向けて
- 2022年（令和4年）
  - 6月 - 第1回佐賀県夜間中学設置検討委員会が開催される。
  - 11月 - 佐賀県立夜間中学設置の基本的な考え方が策定される。設置場所を佐賀県立佐賀北高等学校通信制校舎内に決定。
- 2023年（令和5年）
  - 2月 - 校名を「佐賀県立彩志学舎中学校」に決定。
  - 4月 - 佐賀県教育委員会事務局教育振興課内に県立夜間中学開校準備担当を設置。
  - 7月 - 佐賀県立佐賀北高等学校通信制校舎内に「佐賀県立彩志学舎中学校」を設置[1]。初代校長は森忠親。
  - 11月 - 令和6年度入学生の募集を開始。
  - 12月 - 特別教室、職員室改修工事が完了。佐賀県立佐賀北高等学校通信制校舎内で業務を開始。

開校
- 2024年（令和6年）
  - 4月1日 - 「佐賀県立彩志学舎中学校」（現校名）が創立。
  - 4月20日 - 開校記念式典と入学式を挙行。

## 交通
最寄りの鉄道駅
- JR九州 長崎本線「鍋島駅」・「佐賀駅」

最寄りのバス停留所
- 佐賀市営バス 中折線・鍋島駅北線 「北高前」

最寄りの幹線道路
- 新栄通り

## 周辺
- 佐賀県立佐賀北高等学校
- 佐賀県立盲学校
- 佐賀市立新栄小学校
- 佐賀県総合福祉センター
- 佐賀天祐郵便局

## 関連事項
- 佐賀県中学校一覧